# 贵州省教育厅
贵州省教育厅是贵州省人民政府的组成部门、主管贵州省教育工作的省级教育行政部门。